# 内外電機
内外電機株式会社（ないがいでんき、英称：Naigai Energering Inc.）は、大阪府大阪市中央区に本社を置く分電盤などの電気機器メーカー。

## 沿革
- 1920年（大正9年） 大阪市東区(現天王寺区)に丹羽金属製作所を創設
- 1949年（昭和24年） 内外電機製作所に商号を改称
- 1953年（昭和28年） 株式会社内外電機製作所に改組
- 1976年（昭和51年） 東大阪市高井田本通に本社移転
- 1993年（平成5年） 社名を内外電機株式会社に変更
- 2002年（平成14年） 全主要生産工場でISO9001認証取得
- 2007年（平成19年） 全主要拠点でISO14001認証取得
- 2008年（平成20年） 紅羽内外電機設計（上海）有限公司設立
- 2008年（平成20年） 10月1日 資本金を1億7000万円から2億5100万円へ第三者割当により増資
- 2009年（平成21年） 生産拠点や物流拠点の統廃合を実施
- 2010年（平成22年） 経営再建1年目　りそな銀行より出向社員が派遣（再建5ヶ年計画）
- 2010年（平成22年） 経営再建1年目　本社移転（大阪府東大阪市西堤本通東1丁目1-1 東大阪大発ビル内）
- 2011年（平成23年） 経営再建2年目　旧本社売却（大阪府東大阪市高井田本通）
- 2012年（平成24年） 経営再建3年目　りそな銀行OB及び関係者が入社（監査役・管理本部・経理）
- 2013年（平成25年） 経営再建4年目　再建5ヶ年計画を3年延長（更なるりそな銀行関与）
- 2014年（平成26年） 経営再建5年目　  6月25日　資本金を1億円に減資。
- 2014年（平成26年） 経営再建5年目　  9月 1日　全社ISO14001認証を返上
- 2014年（平成26年） 経営再建5年目　 10月 1日　確定給付企業年金制度の導入（りそな銀行と契約）に伴い退職金規程の改訂

※　確定給付年金（正式には確定給付型企業年金）
- 2015年（平成27年） 経営再建6年目　  4月 1日　給与算定期間を10日締めから月末締めに変更

※翌月25日給与支給（但し、時間外勤務分は翌々月給与支給）
- 2015年（平成27年） 経営再建6年目　12月 1日　営業手当（外勤による見なし(残業)手当）の廃止

※時間外勤務の有無に関わらず支給しているため時間外勤務手当の支給に変更
※役員報酬・役職手当の支給理由に変更なし。（近年、支給額は毎年アップ）
- 2016年（平成28年） 経営再建7年目　人事制度の見直し（規程外の措置を全面廃止）

※任期・異動・転勤に関する公平性を向上。（男女平等で役職定年後の役付延長の廃止など）　　　　　
※将来に希望が持てる号俸・年齢・勤続年数・職掌に対する賃金表の公開。（制度変更時の調整を公開）
- 2016年（平成28年）6月	本社を大阪市中央区に移転
- 2017年（平成29年） 経営再建8年目（最終）　経営再建完了

## 主な製品
- キャビネット

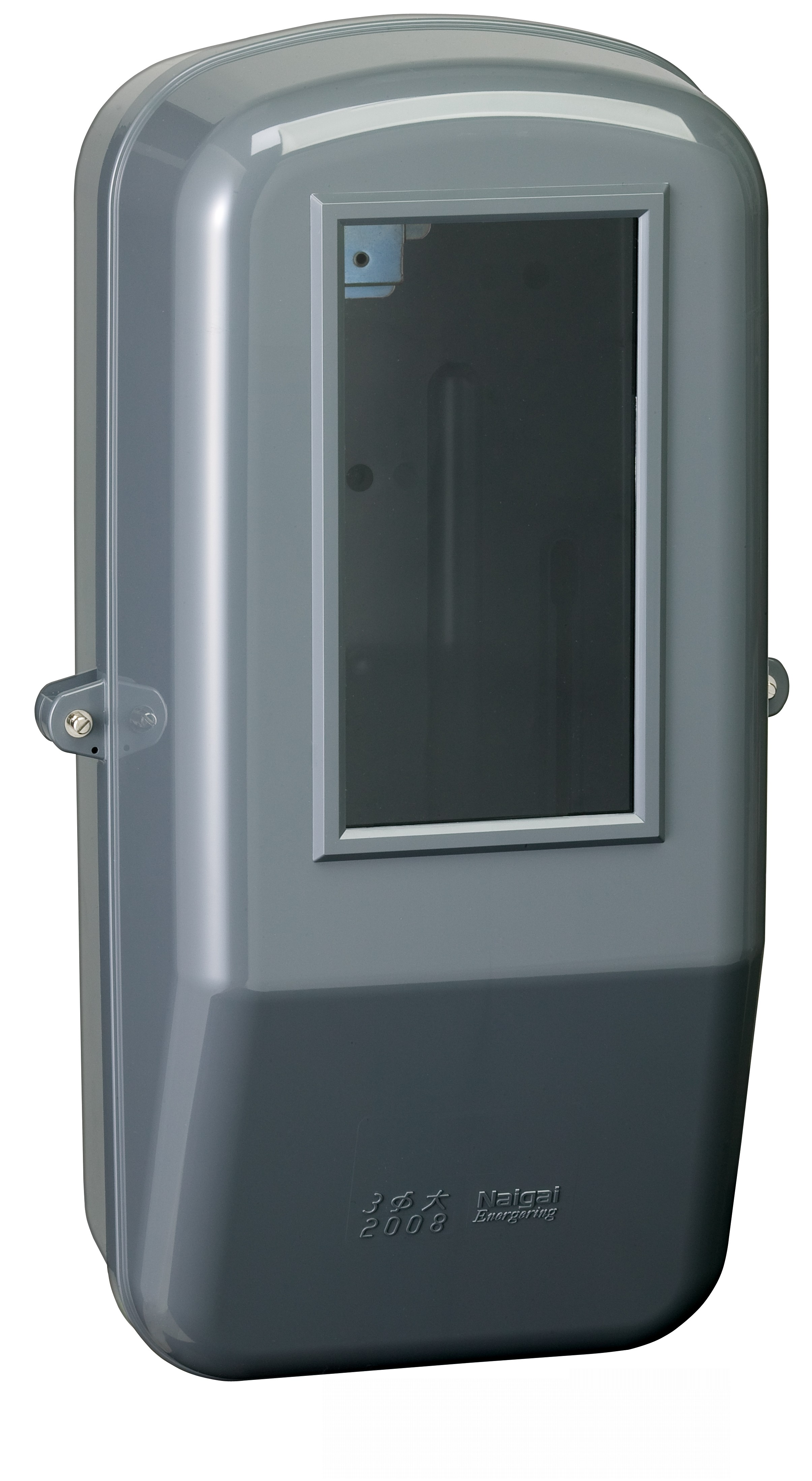
同社の主な製品のひとつ、電力量計用ボックス

　盤用ボックス・キャビネット - 分電盤用に特化した構造を持つ樹脂製・金属製の容器。

　電力量計用ボックス - 建造物の壁面等に取り付けて電力量計を収納する樹脂製・金属製の容器。
- 分電盤

　JISC8480に基づくキャビネット形分電盤、JIS C8328に基づく住宅用分電盤など。

　分電盤に用いるブレーカーは自社での開発、製造は行っていない。

　キャビネット形分電盤では、主に三菱電機製、

　住宅用分電盤では、主にテンパール工業製、その他に旭東電気製を使用している。
- 制御盤・警報盤
- 高圧受電設備

　キュービクル式高圧受電設備・変電設備
- 充電スタンド
- 太陽光発電関連製品

## 事業所
- 本社：〒577-0045 大阪府大阪市中央区本町4丁目6-17 TEL.06-4708-3908
- 営業部･支店･営業所：北海道･東京･愛知･大阪･広島･福岡･沖縄 等
- 営業所一覧
- お問い合わせ一覧

## 主な生産拠点
- 山梨工場　　〒400-0205 山梨県南アルプス市野牛島3179-1 TEL.055-280-5211㈹
- 岐阜工場　　〒505-0114 岐阜県可児郡御嵩町中切1355-1 TEL.0574-67-0441㈹
- 京阪奈工場　〒575-0012 大阪府四條畷市下田原785 TEL.0743-78-9901㈹
- 津山工場　　〒708-1104 岡山県津山市綾部1905 TEL.0868-29-0691㈹

## 主な物流拠点
- 関西総合センター　　〒579-8025 大阪府東大阪市宝町17-43 TEL.072-985-5681㈹
- 京阪奈物流センター　〒575-0012 大阪府四條畷市下田原785 TEL.0743-78-9902㈹
- 中日本物流センター　〒486-0961 愛知県春日井市春日井上ノ町割畑120-1 TEL.0568-33-1277㈹
- 東日本物流センター　〒400-0205 山梨県南アルプス市野牛島3179-1 TEL.055-280-7080㈹

## 主な取引銀行
- りそな銀行及びりそなホールディングス

## その他
- 社名の由来は創業家の家訓である「内平外成」からとられたものである。

　　同時に将来、国の内外にはばたこうとの願いも込められている。
- 英名社名の「Energering」は「Energy Management Engineering」からの造語である。

　　製品はエネルギー(電気)をマネジメント(制御)するものであり、その品質を裏付ける

　　エンジニアリング(工学技術)を持つという意味が込められている。

　　ただし公式ウェブサイトのドメイン名および社内のメールアドレスは「naigai-e.co.jp」で統一されている。
- 2008年6月のウェブサイトリニューアルに伴いRSS配信が行われるようになった。
- 2008年8月にWebカタログを一新する。